# Sílice precipitada
Sílice precipitada és un amorf forma de sílice (diòxid de silici, SiO₂); és un material blanc en pols. La sílice precipitada es produeix per precipitació d'una solució que conté sals de silicat.
Les tres classes principals de sílice amorfa són la sílice pirogènica, la sílice precipitada i el gel de sílice. Entre ells, la sílice precipitada té la major importància comercial. L'any 1999 es van produir més d'un milió de tones, la meitat s'utilitza en pneumàtics i soles de sabates.
Igual que la sílice pirogènica, la sílice precipitada no és essencialment microporosa (tret que estigui preparada pel procés Stöber).

## Producció
La producció de sílice precipitada comença amb la reacció d'una solució de silicat neutre amb un àcid mineral. S'afegeixen solucions d'àcid sulfúric i silicat de sodi simultàniament amb agitació a l'aigua. La precipitació es realitza en condicions àcides. L'elecció de l'agitació, la durada de la precipitació, la velocitat d'addició de reactius, la seva temperatura i concentració, i el pH poden variar les propietats de la sílice. S'evita la formació d'una etapa de gel agitant a temperatures elevades. El precipitat blanc resultant es filtra, es renta i s'asseca en el procés de fabricació.
Na ₂ (SiO ₂) 7 + H ₂ SO 4 + O → 7 SiO ₂ + Na ₂ SO 4 + H ₂ O
Na ₂ SiO ₃ + H ₂ SO 4 → SiO ₂ + Na ₂ SO 4 + H ₂ O

## Propietats
Les partícules són poroses. Partícules primàries amb un diàmetre de 5 a 100 nm, i superfície específica 5–100 m 2 /g. La mida de l'aglomerat és d'1 a 40 µm amb una mida mitjana dels porus > 30 nm. Densitat: 1,9 - 2,1 g/cm 3 .

## Aplicacions
- Farciment, suavitzant i millora del rendiment en cautxú i plàstics
- Agent de neteja, espessiment i poliment en pastes de dents per a la cura de la salut bucodental
- Additiu de processament d'aliments i productes farmacèutics com a agent antiaglomerant, espessidor, absorbent per convertir líquids en pols.
- Modificador de la reologia dels aliments
- Antiescuma

## Fabricants
- Fujian Sanming Zheng Yuan Chemical Co., Ltd. Arxivat 2022-11-08 a Wayback Machine.
- Anten Chemical Co., Ltd.
- PPG Industries Co.
- Evonik Industries AG
- Pak Chromica Ltd., (PCL)